# چنگ‌هوا
چنگ‌هوا (با تلفظ چنگ‌خوا) (چینی: 成化؛ پین‌یین: Chénghuà؛ انگلیسی: Chenghua) به معنای «تغییر انجام‌شده»، نام پادشاهی جو جیان‌شن (چینی: 朱見深، پین‌یین: Zhū Jiànshēn) (زادهٔ ۹ دسامبر ۱۴۴۷ - درگذشتهٔ ۹ سپتامبر ۱۴۸۷)، هشتمین امپراتور دودمان مینگ بود که بین سال‌های ۱۴۶۴ تا ۱۴۸۷ پس از میلاد بر چین فرمانروایی نمود.

## دوران کودکی
چنگ‌هوا با نام واقعی جو جیان‌شن در سال ۱۴۴۷ میلادی زاده شد. او پسر امپراتور جنگ‌تونگ و امپراتریس شیائو سو بود. ۲ ساله بود که پدرش در نبردی در ۱۴۴۹ اسیر مغولان اویرات گردید. جنگ‌تونگ یک سال بعد آزاد شد و به چین بازگشت اما توسط برادرش جنگ‌تای که به عنوان امپراتور جدید چین، قدرت را در دست گرفته بود به مدت ۷ سال در حبس خانگی قرار گرفت. پس از آن جنگ‌تای، چنگ‌هوا را نیز از مقام ولیعهدی خلع و پسر خودش را به جانشینی برگزید که چندی بعد به طرز مرموزی درگذشت. با مرگ جینگ‌تای در ۱۴۵۷، جنگ‌تونگ بار دیگر قدرت را در دست گرفت و نام پادشاهی تین‌شون را برای خود برگزید. در این زمان بود که مقام ولیعهدی بار دیگر به چنگ‌هوا بازگردانده شد.

## دوران امپراتوری
جنگ‌تونگ در ۲۳ فوریهٔ ۱۴۶۴ درگذشت و جو جیان‌شن ۱۶ ساله در ۲۸ فوریهٔ همان سال با عنوان امپراتور چنگ‌هوا قدرت را در دست گرفت. او در نخستین سال‌های زمامداریش سیاست‌های حکومتی جدیدی را برای کاهش مالیات اتخاذ نمود تا بتواند سلسلهٔ مینگ را تقویت بخشد. اما این اقدام او ماندگار نبود و در سال‌های پایانی حکومت چنگ‌هوا بار دیگر ادارهٔ دولت در دست خواجگانی فاسد همچون وانگ جی قرار گرفت. شورش‌های دهقانی مختلفی در نقاط مختلف کشور شکل گرفت که به شدت سرکوب شدند. در این زمان دوران حکومت چنگ‌هوا استبدادی‌تر از فرمانروایان پیش از او شده بود و او موسسهٔ جدیدی را با نام «شی چانگ» برای کنترل بیشتر گفتار و کردار شهروندان چینی و مجازات خائنین تأسیس نمود.
چنگ‌هوا همچنین تحت تأثیر یکی از بانوان درباری به‌نام بانو وان قرار داشت. چنگ‌هوای جوان در ابتدا به بانو وان که دو برابر او سن داشت همچون مادر می‌نگریست اما پس از نشستن بر مسند قدرت، بانو وان به همسر محبوب او بدل شد بویژه که در ۱۴۶۴ پسری را نیز برای او به‌دنیا آورد. آن کودک خیلی زود درگذشت اما بانو وان که نظارت بر حرمسرا را برعهده داشت با همدستی خواجگان تحت امرش از اینکه امپراتور صاحب فرزند دیگری شود جلوگیری می‌نمود. او آنهایی را که از امپراتور باردار شده بودند را مجبور به سقط جنین می‌کرد و کودکان تازه متولد شده را همراه با مادرانشان با خوراندن سم به قتل می‌رساند. تنها در ۱۴۷۵ بود که چنگ‌هوا متوجه شد فرزند پسری دارد (بعدتر امپراتور هونگ‌چی) که از مرگ جان سالم به‌در برده و در خفا بزرگ شده است.
امپراتور چنگ‌هوا که در تمام این مدت با او زندگی می کرد، بعد از سال ۱۴۷۵ او از محل سکونت بانو‌ وان جدا شد و در قصر دیگری اقامت کرد، البته برای جبران، او بانو‌ وان را به عنوان همسر نجیب امپراتور منصوب کرد که بالاتر از رتبه قبلی اش بالاترین رتبه زن در قصر یعنی همسر نجیب بود و این موقعیت جدید همسر نجیب امپراتور مقام برتری فراتر از قصر و بعد از امپراتریس به عنوان دومین زن کشور شناخته می شد، حتی چنگ‌هوا تخلفات او و همدستانش را نادیده گرفت، در بعضي مواقع از آنها حمایت کرد که باعث نارضایتی درباریان و هرج و مرج در کابینه دولت و حتی دولت های محلی شد، زیرا نفوذ بانو وان به سیاست دربار کشیده شده بود، بانو وان شروع به پارتی بازی و رشوه گیری برای افرادی که تمایل داشتند به پست و منصبی برسند یا از لطف امپراتور برخودار شوند یا جناح هایی که می خواست بر جناح رقیب غلبه کنند به دنبال جلب حمایت او بودند کرد و متحدان او در مناصب مهم قرار داشتند و آنها از قدرت خودشان با همکاری و حمایت بانو‌ وان سوءاستفاده می کردند. بانو وان با خواجه قدرتمند و فاسد وانگ جی متحد بود و با هم در داخل و خارج از قصر بیداد کردند.

## مرگ
چنگ‌هوا به مدت ۲۳ سال از ۱۴۶۴ تا ۱۴۸۷ حکومت کرد و در ۹ سپتامبر ۱۴۸۷ و در ۳۹ سالگی درگذشت. او را در مائولینگ، پنجمین مقبره از آرامگاه‌های سلطنتی مینگ به‌خاک سپردند و لقب «مینگ شیان‌زونگ» را به او دادند.